# Liptovská Osada
Liptovská Osada (allemand : Unterberg, hongrois : Oszada) est un village de Slovaquie situé dans la région de Žilina.

## Histoire
La première mention écrite du village date de 1649.

## Démographie

### Évolution de la population
| Année:               | 1994. | 2004.   | 2014.   | 2024.   |
| -------------------- | ----- | ------- | ------- | ------- |
| Nombre de personnes: | 1715  | 1617    | 1651    | 1564    |
| Différence:          |       | -5,71 % | +2,10 % | -5,26 % |

| Année:               | 2023. | 2024.   |
| -------------------- | ----- | ------- |
| Nombre de personnes: | 1573  | 1564    |
| Différence:          |       | -0,57 % |